# Click : Télécommandez votre vie
Pour les articles homonymes, voir Click.
Pour plus de détails, voir Fiche technique et Distribution.
Click : Télécommandez votre vie ou Clic au Québec (Click) est un film américain réalisé par Frank Coraci, sorti en 2006.
Le film suit Michael Newman qui est un jeune architecte qui n’arrive pas à consacrer du temps à ses enfants et son épouse en raison de son travail. Une nuit, après une dispute avec son épouse, Michael, qui était exaspéré de devoir utiliser plusieurs télécommandes différentes et difficiles à manipuler, décide d'acheter une télécommande universelle. Il se rend dans un grand magasin où un scientifique excentrique lui offre une télécommande universelle qui peut commander toute sa vie. Au début, cette acquisition le rend très heureux car elle lui permet de « sauter » ou d'accélérer des moments ennuyeux ou astreignants de sa vie. Mais il finit bien vite par réaliser qu'elle comporte aussi des effets secondaires désagréables et hors de son contrôle.

## Synopsis
En 2006, Michael Newman , architecte, est constamment exploité par son patron autoritaire, John Ammer, et privilégie souvent son travail au détriment de sa femme Donna et de leurs enfants, Ben et Samantha. Un soir, exaspéré d'avoir à gérer plusieurs télécommandes, il se rend chez Bed Bath & Beyond pour acheter une télécommande universelle. Après avoir erré dans différents rayons, il s'endort sur un lit d'exposition. À son réveil, il franchit une porte marquée "Beyond" et reçoit gratuitement une télécommande d'un homme nommé Morty, qui l'avertit qu'elle ne pourra pas être retournée.
Michael découvre que la télécommande ne permet pas seulement de contrôler les appareils électroniques, mais aussi l'univers lui-même. Il l'utilise au travail pour faire des farces à ses collègues et pour éviter les désagréments du quotidien, comme les maladies et les disputes. Morty lui explique que, lorsqu'il saute des moments de sa vie, son corps fonctionne comme en pilote automatique, exécutant les tâches habituelles pendant que son esprit avance dans le temps.
Convaincu qu'il va être promu, Michael dépense sans compter pour lui et sa famille, mais son patron, Ammer lui annonce finalement qu'il devra attendre plusieurs mois. Il utilise alors la télécommande pour avancer dans le temps jusqu'à sa promotion, mais découvre qu'il a sauté une année entière de sa vie : en 2007, il suit une thérapie conjugale avec Donna, et leur chien Sundance est mort, remplacé par un petit chien nommé Peanut. La télécommande, ayant appris ses préférences, commence à avancer automatiquement dans le temps. Malgré de multiples tentatives de s'en débarrasser ou de la détruire, il finit toujours par la retrouver comme si de rien n'était. Plus tard, il tente de la rendre à Morty, mais celui-ci refuse, lui rappelant qu’elle est non retournable.
Le lendemain, Michael se rend discrètement au travail sans se changer ni conduire, et tente d'empêcher la télécommande d'avancer. Cependant, lorsqu'Ammer évoque la possibilité qu'il devienne un jour PDG, Michael répond qu'il aimerait que cela se réalise. La télécommande avance alors de dix ans dans le futur : En 2017, Michael est devenu un PDG riche mais obèse, ses enfants des adolescents difficiles (Ben est également en surpoids), tandis que Donna a divorcé de lui et fréquente Bill, l'ancien coach de natation de Ben. Furieux, Michael agresse Bill, mais le nouveau chien de la famille, Shaggy (qui a remplacé Peanut), le renverse, ce qui le fait perdre connaissance. La télécommande avance ensuite de six ans supplémentaires pour éviter la blessure : en 2023, Donna explique que Michael a été diagnostiqué d’un cancer après son accident et a eu une crise cardiaque pendant sa chimiothérapie, mais s’est rétabli et a récemment subi une liposuccion. Elle est désormais mariée à Bill.
Michael apprend par Ben, devenu adulte et ayant maigri depuis, que son père Ted est mort en 2021. Ne pouvant pas remonter jusqu'à ce moment précis puisqu’il n’était pas consciemment présent, il utilise la télécommande pour revoir son dernier moment passé avec lui, et découvre avec horreur qu'il avait alors rejeté froidement son père. Sur la tombe de Ted, Morty révèle qu'il est l'Ange de la Mort, ce qui met Michael en colère. Rongé par la culpabilité, il demande à être envoyé dans un "endroit heureux", et la télécommande l'avance jusqu'au mariage de Ben en 2029. Michael s'effondre après avoir entendu Samantha appeler Bill "papa". À l'hôpital, Ben lui annonce qu'il a reporté sa lune de miel pour avancer dans son travail. Réalisant que son fils répète ses propres erreurs, Michael trouve la force de le suivre hors de l’hôpital. Après s’être effondré sur le parking, il exhorte Ben à toujours privilégier sa famille et assure à ses proches qu’il les aime avant de mourir.
Michael se réveille en 2006, allongé sur le lit du magasin Bed Bath & Beyond, et réalise que tout cela n'était qu'un rêve. Profondément changé, il sympathise avec un employé solitaire du magasin, puis rend visite à ses parents en leur affirmant qu'ils seront toujours les bienvenus chez lui. Il rentre ensuite chez lui et rassure Donna, Ben et Samantha sur son amour pour eux, acceptant avec enthousiasme de partir en camping avec eux et promettant de ne plus jamais les négliger. Alors qu'il célèbre son retour à la réalité, il découvre la télécommande et un mot sur son comptoir de cuisine. Il comprend alors que son expérience n’était pas un rêve, mais un avertissement. Le mot, signé Morty, indique : "Les bonnes personnes méritent une seconde chance", ajoutant qu'il sait que Michael fera cette fois le bon choix. Michael jette la télécommande à la poubelle et profite enfin de sa famille.

## Fiche technique
- Titre : Click : Télécommandez votre vie
- Titre québécois : Clic
- Titre original : Click
- Réalisation : Frank Coraci
- Scénario : Steve Koren et Mark O'Keefe
- Musique : Rupert Gregson-Williams
- Directeur de la photographie : Dean Semler
- Montage : Jeff Gourson (en)
- Distribution des rôles : Roger Mussenden
- Décors : Perry Andelin Blake
  - Décorateur de plateau : Gary Fettis
- Direction artistique : Alan Au et Jeffrey Mossa [n 1]
- Costumes : Ellen Lutter
- Producteurs : Jack Giarraputo, Steve Koren, Neal H. Moritz, Mark O'Keefe et Adam Sandler
  - Coproducteurs : Kevin Grady et Tania Landau
  - Producteurs exécutifs : Barry Bernardi et Tim Herlihy (en)
  - Productrice associée : Aimee Keen
- Sociétés de production : Columbia Pictures Corporation, Revolution Studios, Happy Madison Productions et Original Film
- Société de distribution : Columbia Pictures et Gaumont Columbia TriStar Films
- Pays d'origine :  États-Unis
- Genre : comédie et fantastique
- Durée : 107 minutes
- Dates de sortie en salles : 
  -  Australie : 22 juin 2006
  -  États-Unis : 23 juin 2006
  -  Belgique : 27 septembre 2006
  -  Allemagne : 28 septembre 2006
  -  Royaume-Uni,  Italie,  Espagne : 29 septembre 2006
  -  France : 4 octobre 2006

## Distribution
Légende : VF : Voix françaises, VQ : Voix québécoises
- Adam Sandler (VF : Serge Faliu et VQ : Alain Zouvi) : Michael Newman
- Kate Beckinsale (VF : Laura Blanc et VQ : Camille Cyr-Desmarais) : Donna Newman
- Christopher Walken (VF : Bernard Tiphaine et VQ : Éric Gaudry) : Morty
- Henry Winkler (VF : Michel Mella et VQ : Luis de Cespedes) : Ted Newman
- Julie Kavner (VF : Véronique Augereau et VQ : Claudine Chatel) : Trudy Newman
- David Hasselhoff (VF : Yves-Marie Maurin et VQ : Daniel Picard) : John Ammer, le patron de Michael
- Sean Astin (VF : Christophe Lemoine et VQ : Louis-Philippe Dandenault) : Bill Rando
- Jenae Altschwager : Judy
- Theresa Barrera : Susie
- Jennifer Coolidge (VF : Brigitte Virtudes et VQ : Marie-Andrée Corneille) : Janine
- Rachel Dratch : Alice
- Michelle Lombardo : Linda
- Cameron Monaghan (VQ : Léo Caron) : Kevin O'Doyle
- Sophie Monk : Stacy
- Katheryn Cain : Kirsten
- Nate Torrence : Ignatius
- Joseph Castanon : Ben Newman à 7 ans
- Jonah Hill (VQ : Hugolin Chevrette) : Ben Newman à 17 ans
- Jake Hoffman (VF : Philippe Valmont et VQ : Hugolin Chevrette) : Ben Newman adulte
- Rob Schneider (VF : Omar Yami et VQ : Manuel Tadros) : Prince Habeeboo
- Tatum McCann : Samantha Newman à 5 ans
- Lorraine Nicholson : Samantha Newman à 14 ans
- Katie Cassidy : Samantha Newman adulte
- Michael H. Barnett
- Jana Kramer : Julie
- Dolores O'Riordan : Elle-même
- James Earl Jones (VF : Serge Sauvion et VQ : Yves Corbeil) : Narrateur
- Ireesha, une joggueuse.

## Production

### Développement
L'idée de Click vient du coscénariste du film, Steve Koren : 

« Ma petite amie et moi avions eu une longue dispute. J'ai fini par attraper la télécommande, la pointer vers elle, et j'ai appuyé sur le bouton " muet "... Elle n'a pas trouvé ça drôle, mais ça m'a donné une idée... Et je crois que beaucoup de gens comprendront ! »

— Steve Koren (en), coscénariste du film.
Avec son collègue Mark O'Keefe, avec lequel il avait écrit Bruce tout-puissant, ils commencent à réfléchir à ce qui pourrait se passer si on était en possession d'une télécommande qui permet de diriger notre vie : « Il y avait une infinité d'idées, de possibilités, de zones à explorer, et c'était très amusant de voir le personnage se frayer un chemin au milieu de tout ça. En explorant le passé et l'avenir pour découvrir ce qu'il cherche, Michael apprend également d'autres choses sur sa vie... En fin de compte, c'est un film qui dit qu'il faut vivre dans le présent ! »

### Choix des interprètes
Lauren Graham et Drew Barrymore étaient initialement pressenties pour incarner Donna Newman, mais ont refusé. Le rôle est confié à Kate Beckinsale. Selon le réalisateur Frank Coraci, elle est l'actrice idéale pour incarner l'épouse idéale. Il ajoute que « la clé de l’histoire est que Michael a deux enfants extraordinaires et une épouse merveilleuse, très belle et qui le soutient totalement » et « qu'elle est le genre de femme parfaite que tout homme voudrait épouser, séduisante, d’une grande force de caractère, avec beaucoup de cœur » et ne voit pas « qui pourrait ne pas tomber amoureux d’elle ».

### Tournage
Le tournage de Click : Télécommandez votre vie s'est déroulé dans l'état de New York, en Californie et en Louisiane. Le tournage s'est également déroulé dans les studios de Sony Pictures, à Culver City, en Californie.

## Réception

### Accueil critique
À sa sortie en salles, Click : Télécommandez votre vie, dans l'ensemble, a obtenu des critiques allant de mitigés à négatives dans les pays anglophones, mais également en France : puisque le site Rotten Tomatoes lui attribue 33 % de notes positives dans la catégorie All Critics, sur la base de 166 commentaires et une note moyenne de 4.8⁄10 et 31 % de notes positives dans la catégorie Top Critics, sur la base de 36 commentaires et une note moyenne de 4.8⁄10. Le consensus du site étant « Le dernier Adam Sandler emprunte sans vergogne à partir de La vie est belle et Retour vers le futur et ne parvient pas à produire les rires nécessaires pardonnant une telle imitation. »
Le site Metacritic lui attribue un score de 45⁄100, sur la base de 35 commentaires.
Le site Allociné, ayant recensé quinze titres de presse, lui attribue une note moyenne de 2.1⁄5.

### Box-office
| Pays ou région | Box-office      | Date d'arrêt du box-office | Nombre de semaines |
| -------------- | --------------- | -------------------------- | ------------------ |
| Mondial        | 237 681 299 $   | 22 juillet 2007            | -                  |
| États-Unis     | 137 355 633 $   | 24 septembre 2006          | 14                 |
| France         | 205 600 entrées | 25 octobre 2006            | 4                  |

La réception critique n'a pas empêché de faire de Click : Télécommandez votre vie un succès public au box-office américain : le film fait un bon démarrage en se classant directement à la première place lors de son premier week-end en salles avec 40 millions de dollars de recettes et garde la même position lors de sa première semaine, totalisant durant cette même semaine des recettes allant de 58,5 millions de dollars. Click se maintient dans le dix premières places durant les trois semaines suivantes, réussissant à franchir le cap des 100 millions de dollars de recettes, mais chute dans le classement, finissant sa carrière avec 137,5 millions de dollars de recettes, devenant le septième film avec Adam Sandler à dépasser les 100 millions de dollars de recettes sur le territoire américain.
Le long-métrage totalise 100,3 millions de dollars au box-office à l'étranger. Au box-office mondial, les recettes atteignent les 237,6 millions de dollars, devenant le plus grand succès de Sandler avant d'être dépassé par Copains pour toujours (271 millions de dollars de recettes mondiales).
En France, le film passe inaperçu puisqu'il ne parvient qu'à atteindre les 205 000 entrées.

## Distinctions

### Récompenses
- 2007 – Blimp Award du meilleur acteur pour Adam Sandler
- 2007 – People's Choice Award de la meilleure comédie

### Nominations
- 2006 – Teen Choice Awards

Meilleure comédie de l'été
Meilleur acteur dans une comédie pour Adam Sandler
Meilleure alchimie pour Adam Sandler et Kate Beckinsale
Meilleure comédie
Personnalité la plus agaçante au cinéma pour Adam Sandler
- 2007 – Young Artist Awards

Meilleur film familial (comédie ou film musical)
Meilleure actrice âgée de 10 ans ou moins dans un film pour Tatum McCann
- 2007 – Oscar du meilleur maquillage lors de la 79e cérémonie des Oscars pour Kazuhiro Tsuji et Bill Corso
- 2007 – Artios du meilleur casting pour un film de comédie au Casting Society of America pour Roger Mussenden
- 2007 – Blimp Award du meilleur film au Kids' Choice Awards
- 2007 – MTV Movie Award du meilleur acteur dans une comédie pour Adam Sandler
- 2007 – Golden Reel Award du meilleur son édité en musique au Motion Picture Sound Editors pour J.J. George et Stuart Grusin

## Autour du film

### Sorties vidéos
Click est sorti en DVD le 10 octobre 2006 chez l'éditeur Sony Pictures. En France, le film est sorti en DVD, Blu-Ray et UMD le 4 avril 2007 chez l'éditeur Sony Pictures Entertainment.